# ジョヴァンナ・ダ・モンテフェルトロ

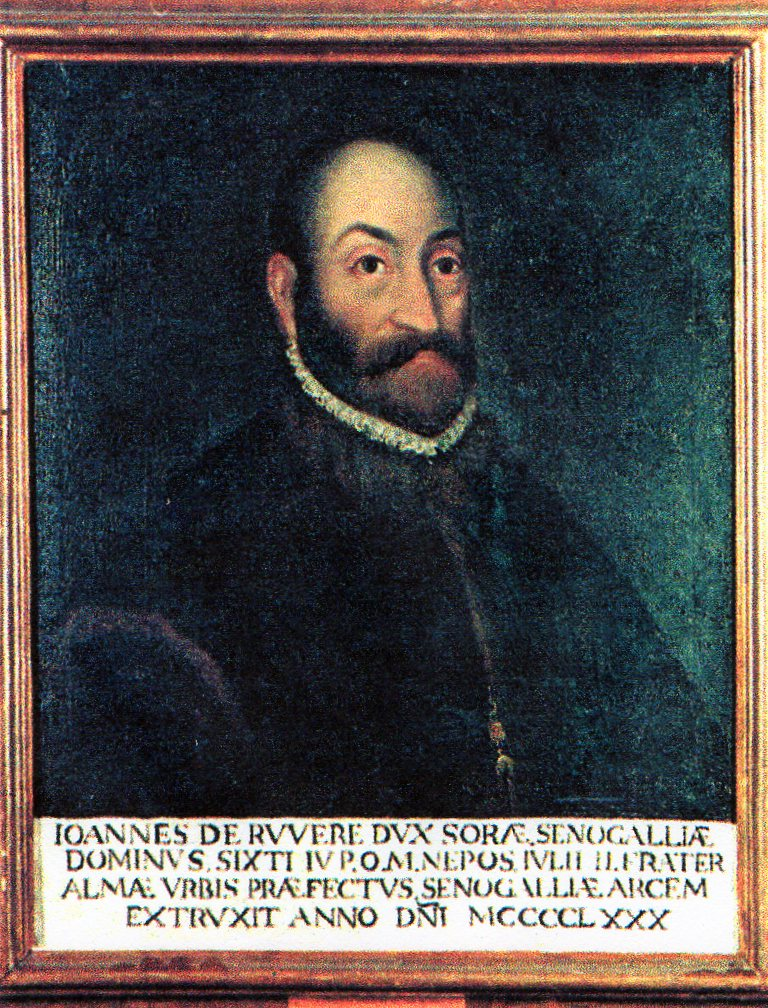
夫のジョヴァンニ・デッラ・ローヴェレ。

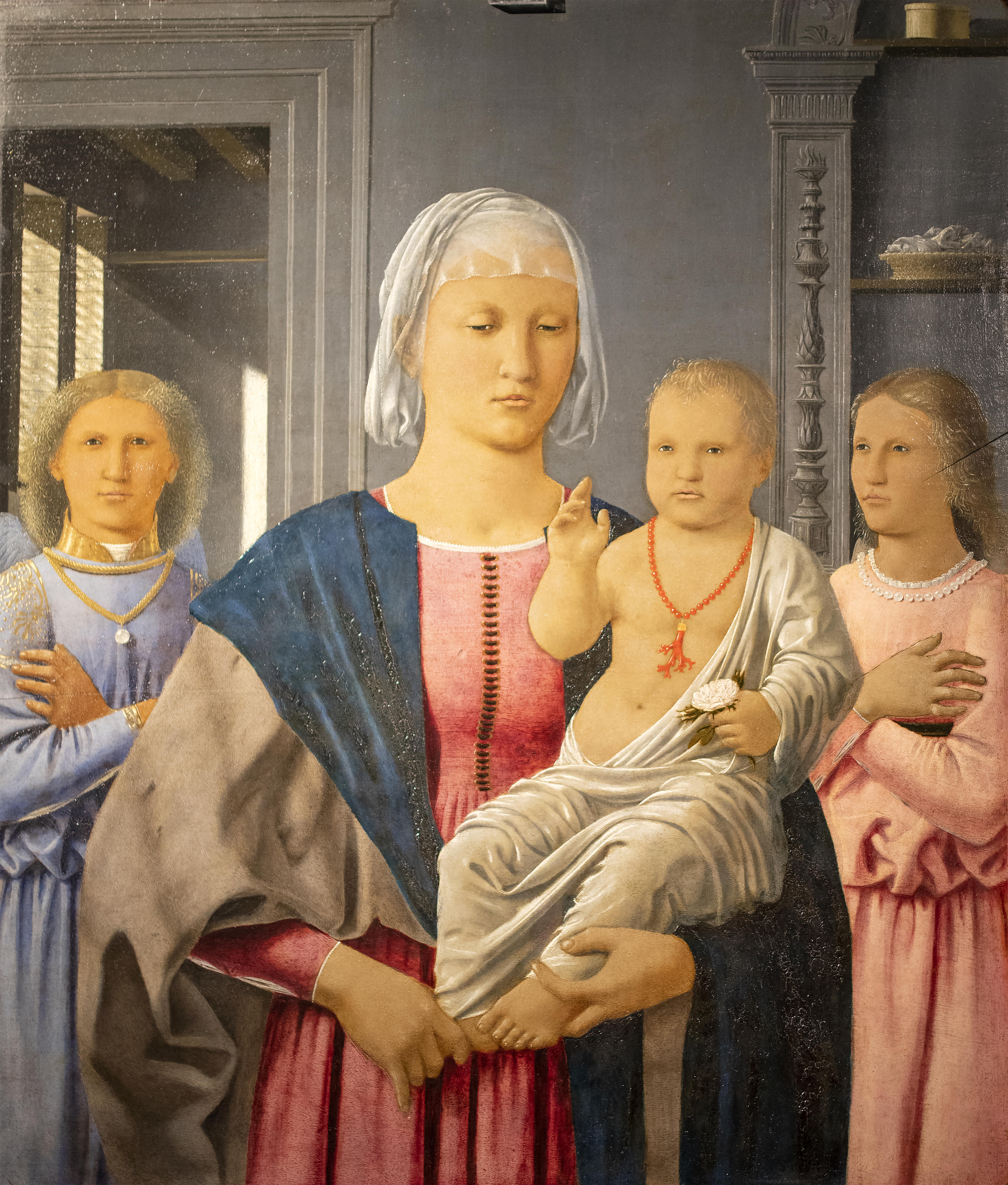
ピエロ・デッラ・フランチェスカの聖母画『セニガッリアの聖母』。

ジョヴァンナ・ダ・モンテフェルトロ（伊: Giovanna da Montefeltro, 1463年-1513年11月25日）は、ウルビーノ公爵フェデリーコ・ダ・モンテフェルトロの娘である。セニガッリアの領主ジョヴァンニ・デッラ・ローヴェレと結婚した。ソーラ公爵夫人およびアルチェ公爵夫人。

## 生涯
ジョヴァンナはウルビーノ公爵フェデリーコ・ダ・モンテフェルトロと、アレッサンドロ・スフォルツァ（Alessandro Sforza）の娘バッティスタ・スフォルツァ（Battista Sforza）の間に生まれた。バッティスタはフェデリーコの2人目の妻であり、ジョヴァンナは2人の3人目の子供である（フェデリーコと前妻との間には子供は生まれなかった）。兄弟姉妹にはエリザベッタ、アニェーゼ、コンスタンツァ、ヴィオランテ、キアラ、グイドバルドがいる。母の死後はフェデリーコの甥オッタヴィアーノ・ウバルディーニ・デッラ・カルダ（Ottaviano Ubaldini della Carda）によって養育された。
1474年8月22日、ジョヴァンナはセニガッリアの領主でモンダーヴィオの使徒座代理、ソーラ公爵、アルチェ公爵のジョヴァンニ・デッラ・ロヴェーレと婚約した。ジョヴァンニは1475年にローマの軍の指揮官となり、結婚式は1478年5月10日にローマで行われた。12,000ドゥカートの持参金とともにウルビーノを発ったジョヴァンナは、ペルージャに立ち寄ったのち教皇領の州都に到着し、夫婦は約1年の間その地に住んだ。1479年4月26日、16歳のジョヴァンナと22歳のデッラ・ローヴェレはセニガッリアに入り、ジョヴァンナは同地で6人の子供を生んだ。
彼女は夫ジョヴァンニが建てたセニガッリアの要塞に子供たちと住んだが、夫は軍事上の理由からしばしば留守にした。ジョバンニは1495年1月20日に作成した遺言書の中でジョヴァンナを摂政に任命し、ジョヴァンナが未亡人である場合、フランチェスコ・マリーアが16歳になるまで使徒座代理区を保持できるとしており、ジョヴァンナは1501年11月の夫の死後1506年まで一族の領地を管理した。1502年、子供のいなかった弟のウルビーノ公爵グイドバルドは甥のフランチェスコ・マリーアを後継者に選んだが、同年、チェーザレ・ボルジアがウルビーノを占領したため、グイドバルドはマントヴァに避難した。ジョヴァンナも修道士の姿に扮して要塞とアドリア海をつなぐ桟橋に停泊しているボートに乗り込み、セニガッリアから脱出したという。チェーザレ・ボルジアの権勢は長くは続かず、フランチェスコ・マリーアは1504年にウルビーノに帰還して正式にグイドバルドの養子となり、1508年にウルビーノ公爵を継承した。さらに2年後に彼がエレオノーラ・ゴンザーガと結婚した際はジョヴァンナも息子の結婚式に出席した。1511年、フランチェスコ・マリーアがフランチェスコ・アリドーシ枢機卿を暗殺したとき、教皇ユリウス2世は甥に対する不満を隠さなかったが、ジョヴァンナの調停によって無罪となった。
1513年11月25日、ジョヴァンナは教皇シクストゥス4世が夫に与えたローマのパラッツォ・デッラ・ローヴェレで死去し、シクストゥス4世の甥のジローラモ・バッソ・デッラ・ローヴェレ枢機卿が創設したサンタ・マリア・デル・ポポロ教会のバッソ・デッラ・ロヴェーレ礼拝堂に埋葬された。

## 人物
ジョヴァンニ・デッラ・ローヴェレの伝記の著者である修道士グラティア・ダ・フランシア（Frate Gratia de Francia）は、ジョヴァンナについて「非常に威厳があり、科学において非常によく学んでおり、寛容的で、思慮深くかつ正直であり、容姿は美しいが、信仰と魂はよりいっそう美しい」女性であったと述べている。ジョヴァンナは、サレルノ侯アントネッロ・サンセヴェリーノ（Antonello Sanseverino）と結婚したコスタンツァや、パリアーノ公爵と結婚してヴィットーリア・コロンナの母となったアニェーゼなど、何人かの姉妹と緊密な関係を維持していた。ジョヴァンナは芸術家の後援者としても知られ、ウルビーノの宮廷画家ジョヴァンニ・サンツィオに『受胎告知』を発注し、また1504年10月1日にジョヴァンニの息子でウルビーノ生まれの若い芸術家ラファエロ・サンツィオを推薦する手紙をフィレンツェの政治家ピエロ・ソデリーニに書いている。一説によるとラファエロの『聖ゲオルギウスと竜』（San Giorgio e il drago）および『聖ミカエルと竜』（San Michele e il drago）はジョヴァンナの発注によって制作され、同じくラファエロの肖像画『無口な女』（La Muta）はジョヴァンナを描いたものと考えられている。またピエロ・デッラ・フランチェスカの『セニガッリアの聖母』（Madonna di Senigallia）に描かれている聖母マリアの隣の天使は若い頃のジョヴァンナと夫ジョヴァンニ・デラ・ロヴェーレであると言われている。 

## 子女

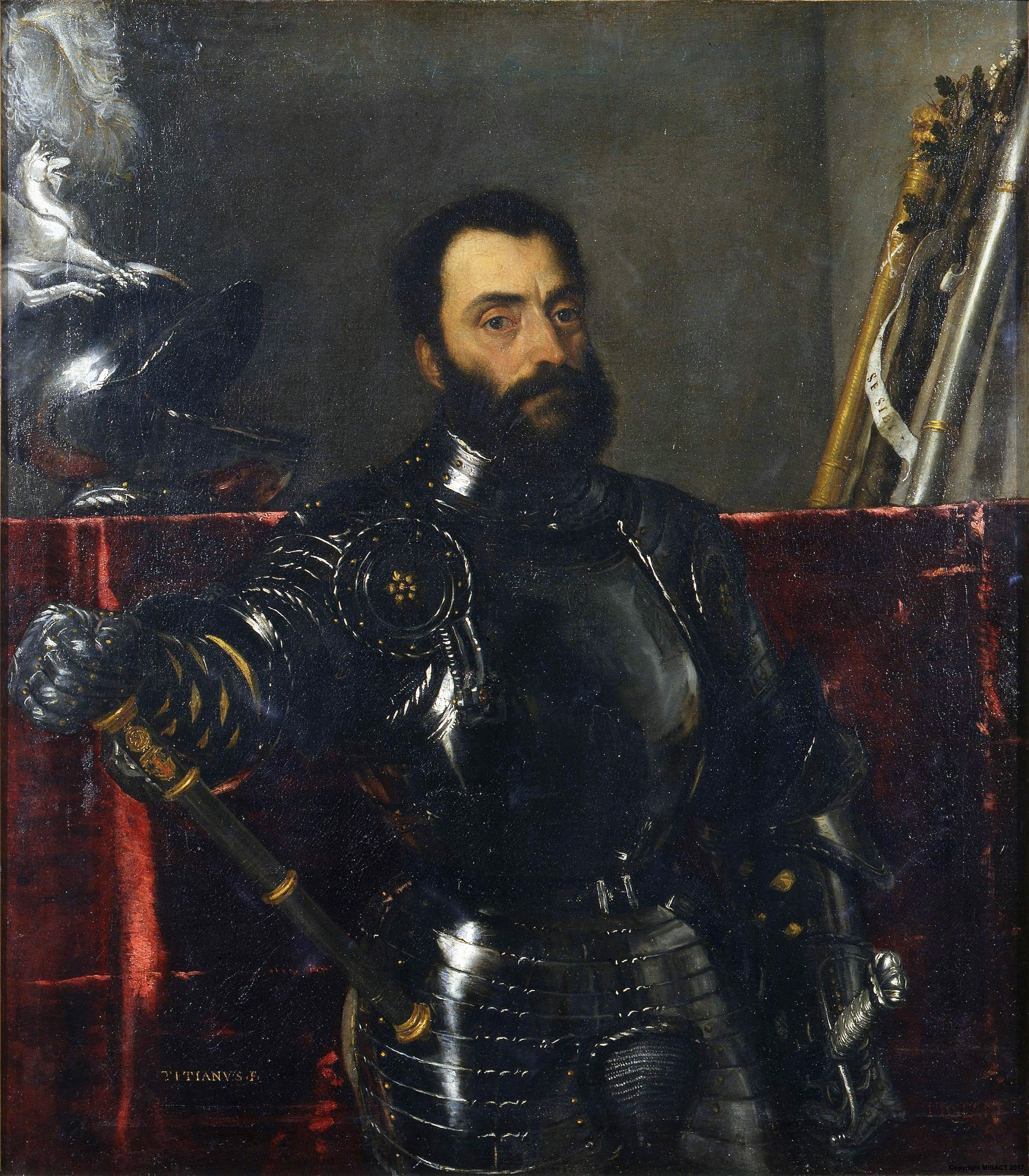
ウルビーノ公爵となった息子を描いた『フランチェスコ・マリーア・デッラ・ローヴェレの肖像』。ティツィアーノ・ヴェチェッリオ画。

- マリア・ジョヴァンナ（Maria Giovanna, セニガッリア 1486年 - ボローニャ 1538年）

最初にカメリーノの領主ヴェナンツィオ・ダ・ヴァラーノ（Venanzio da Varano）と結婚し、その後、ボローニャの司法長官、ガレアッツォ・リアリオ・デッラ・ロヴェレ・スフォルツァ（Galeazzo Riario della Rovere Sforza）と結婚した。
- ジローラモ（Girolamo, セニガッリア 1487年 - セニガリア 1492年）
- ベアトリス（Beatrice, セニガッリア 1488年 - ローマ 1505年）

ローマのクララ会修道女。修道名はデオデータ（Deodata）。
- フランチェスコ・マリーア（Francesco Maria, セニガッリア 1490年3月22日 - ペーザロ 1538年10月20日）

ウルビーノ公爵グイドバルド・ダ・モンテフェルトロの養子となり、後にウルビーノ公爵。エレオノーラ・ゴンザーガと結婚。
- フェデリーコ（Federico, ウルビーノ 1491年 - セニガッリア 1494年）
- コスタンツァ（Costanza, セニガッリア 1492年 - ローマ 1507年）

ローマの修道女。